# Caloptilia honoratella
Caloptilia honoratella är en fjärilsart som först beskrevs av Hans Rebel 1914.  Caloptilia honoratella ingår i släktet Caloptilia och familjen styltmalar.
Artens utbredningsområde är:
- Österrike.
- Ungern.

Inga underarter finns listade i Catalogue of Life.